# 埃兰妮·埃什斯特拉·莫拉

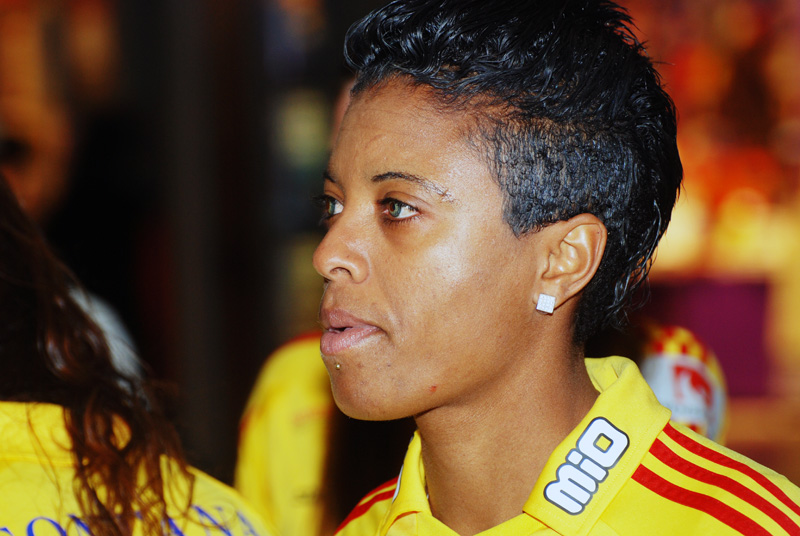
埃兰妮·埃什斯特拉·莫拉

埃兰妮·埃什斯特拉·莫拉（Elaine Estrela Moura）（1982年11月1日—）生于萨尔瓦多，司职中场和后卫，身高1.67米，体重56公斤。她是巴西国家女子足球队成员，效力于瑞典知名的于默奥IK俱乐部。
埃兰妮入选巴西女足国家队，参加了2003年圣多明各泛美运动会，2004年雅典奥运会，2007年里约热内卢泛美运动会，2007年中国女足世界杯等重要赛事，是球队的中后场核心球员。